# Yuri Egorov
Yuri Vladimirovich Egorov (em russo:  Юрий Владимирович Егоров; Moscou, 14 de julho de 1938) é um matemático russo-soviético, especialista em equações diferenciais.

## Biografia
In 1960 completou seus estudos de graduação na Faculdade de Mecânica e Matemática da Universidade Estatal de Moscou, onde obteve em 1963 um doutorado com a tese "Некоторые задачи теории оптимального управления в бесконечномерных пространствах" ("Some Problems of Optimal Control Theory in Infinite-Dimensional Spaces"), e onde também obteve seu doutorado russo em ciências (Doktor nauk) com a tese "О локальных свойствах псевдодифференциальных операторов главного типа" ("Local Properties of Pseudodifferential Operators of Principal Type"). Trabalhou na Universidade Estatal de Moscou de 1961 a 1992, e foi professor pleno no Departamento de Equações Diferenciais da Faculdade de Mecânica e Matemática de 1973 a 1992. É desde 1992 professor de matemática da Universidade Paul Sabatier (Toulouse III).
Foi palestrante convidado do Congresso Internacional de Matemáticos em Nice (1970: On the local solvability of pseudodifferential equations).

## Publicações selecionadas

### Artigos
- "The canonical transformations of pseudodifferential operators." Uspekhi Matematicheskikh Nauk 24, no. 5 (1969): 235–236.
- "On the solubility of differential equations with simple characteristics." Russian Mathematical Surveys 26, no. 2 (1971): 113.
- com Mikhail Aleksandrovich Shubin: "Linear partial differential equations. Foundations of the classical theory." Itogi Nauki i Tekhniki. Seriya" Sovremennye Problemy Matematiki. Fundamental'nye Napravleniya" 30 (1988): 5–255.
- "A contribution to the theory of generalized functions." Russian Mathematical Surveys 45, no. 5 (1990): 1.
- com Vladimir Aleksandrovich Kondrat'ev and Olga Arsen'evna Oleynik: "Asymptotic behaviour of the solutions of non-linear elliptic and parabolic systems in tube domains." Sbornik: Mathematics 189, no. 3 (1998): 359–382.
- Victor A. Galaktionov, Vladimir A. Kondratiev, and Stanislav I. Pohozaev: "On the necessary conditions of global existence to a quasilinear inequality in the half-space." Comptes Rendus de l'Académie des Sciences-Series I-Mathematics 330, no. 2 (2000): 93–98.

### Livros
- com Vladimir A. Kondratiev: On spectral theory of elliptic operators. Col: Operator theory, advances and applications ; vol. 89. Basel; Boston: Birkhäuser Verlag. 1996; x+328 pages
- com Bert-Wolfgang Schulze: Pseudo-differential operators, singularities, applications. Col: Operator theory, advances and applications ; vol. 93. Basel; Boston: Birkhäuser Verlag. 1997; xiii+349 pages